# Amco
Amco Otopeni este o companie specializată în cercetarea, proiectarea, fabricarea și comercializarea metalelor prețioase (site catalizatoare pentru industria chimică, filiere pentru fibra de sticlă, recuperarea și rafinarea metalelor prețioase din deșeuri sau produse uzate), aparate de măsură și control pentru măsurători în metale topite, măsurători de temperatură, presiune, nivel, debit, armături industriale și construcții metalice pentru utilizare industrială.
Cel mai important acționar este Gheorghe Porumb, cu 30,8%, iar alte două persoane fizice au dețineri de 10,3%.
Concurenții societății sunt, în principal, firme străine ca Johnson Mattey, Engelhart, Safina, pentru metale prețioase și companii românești ca AEM Timișoara, Vadoterm AMC Vaslui și Retrom Pașcani, pentru aparate de măsură și control.
Cifra de afaceri în 2006: 15 milioane lei